# Vladimir Melanin
Vladimir Melanin (n. 1 decembrie 1933, Sovetsky District⁠(d), RSFS Rusă, URSS – d. 10 august 1994, Kirov, Regiunea Kirov, Rusia) a fost un biatlonist ce a reprezentat Uniunea Republicilor Sovietice Socialiste, medaliat olimpic. A participat la 2 ediții ale Jocurilor Olimpice (1960, 1964) în care a câștigat o medalie de aur.